# إليزابيث روس هاينز
إليزابيث روس هاينز (بالإنجليزية: Elizabeth Ross Haynes)‏ هي عالمة اجتماع أمريكية، ولدت في 30 يوليو 1883 في Mount Willing, Alabama ‏ في الولايات المتحدة، وتوفيت في 26 أكتوبر 1953 في نيويورك في الولايات المتحدة.